# California (album d'American Music Club)
Pour les articles homonymes, voir California.
Albums de American Music Club
Engine
(1987) United Kingdom
(1989)
California est un album de American Music Club, sorti en 1988.

## L'album
Il fait partie des 1001 albums qu'il faut avoir écoutés dans sa vie. 

### Titres
Tous les titres sont de Mark Eitzel. 
1. Firefly (2:49)
2. Somewhere (3:01)
3. Laughingstock (4:17)
4. Lonely (2:42)
5. Pale Skinny Girl (3:33)
6. Blue and Grey Shirt (3:33)
7. Bad Liquor (1:57)
8. Now You're Defeated (2:28)
9. Jenny (2:38)
10. Western Sky (3:28)
11. Highway 5 (3:49)
12. Last Harbor (4:35)

### Musiciens
- Mark Eitzel : voix, guitares
- Dan Pearson : basse
- Vudi : guitare, accordéon
- Tom Mallon : batterie
- Bruce Kaphan : pedal steel
- Lisa Davis : basse sur Firefly